# Circoscrizione elettorale Veneto (Regno d'Italia)
La circoscrizione elettorale Veneto è stata una circoscrizione elettorale di lista del Regno d'Italia per l'elezione della Camera dei deputati.

## Storia
La circoscrizione fu creata con l'istituzione del collegio unico nazionale tramite regio decreto del 13 dicembre 1923, n. 2694.
Sulla base del censimento della popolazione del 1921, alla circoscrizione vennero assegnati 53 deputati (35 per la lista prevalente e 18 per le liste di minoranza) rispetto ai 52 stabiliti per le corrispondenti province fino alle elezioni del 1921.
La circoscrizione fu abolita con legge 15 febbraio 1925, n. 122.
| Legislature     | VIII | IX   | X    | XI   | XII  | XIII | XIV  | XV   | XVI  | XVII | XVIII | XIX  | XX   | XXI  | XXII | XXIII | XXIV | XXV  | XXVI | XXVII | XXVIII | XXIX | XXX  |
| --------------- | ---- | ---- | ---- | ---- | ---- | ---- | ---- | ---- | ---- | ---- | ----- | ---- | ---- | ---- | ---- | ----- | ---- | ---- | ---- | ----- | ------ | ---- | ---- |
| Elezioni        | 1861 | 1865 | 1867 | 1870 | 1874 | 1876 | 1880 | 1882 | 1886 | 1890 | 1892  | 1895 | 1897 | 1900 | 1904 | 1909  | 1913 | 1919 | 1921 | 1924  | 1929   | 1934 | 1939 |
| Deputati eletti |      |      |      |      |      |      |      |      |      |      |       |      |      |      |      |       |      |      |      | 53    |        |      |      |
|                 |      |      |      |      |      |      |      |      |      |      |       |      |      |      |      |       |      |      |      |       |        |      |      |
| Totale eletti   | 443  | 493  | 493  | 508  | 508  | 508  | 508  | 508  | 508  | 508  | 508   | 508  | 508  | 508  | 508  | 508   | 508  | 508  | 535  | 535   | 400    | 400  |      |
| Numero collegi  | 443  | 493  | 493  | 508  | 508  | 508  | 508  | 135  | 135  | 135  | 508   | 508  | 508  | 508  | 508  | 508   | 508  | 54   | 40   | 15    | 1      | 1    |      |

## Territorio

Circoscrizione elettorale del 1924-1925

Comprendeva le province di Venezia, Treviso, Belluno, Rovigo, Padova, Verona, Vicenza e Trento e aveva come capoluogo Venezia.

## Dati elettorali

### XXVII legislatura
| Partito                            | Partito                            | Risultati 6 aprile 1924 | Risultati 6 aprile 1924 | Risultati 6 aprile 1924 | Seggi | Seggi |
| Partito                            | Partito                            | Voti                    | %                       | ±                       | Num   | ±     |
| ---------------------------------- | ---------------------------------- | ----------------------- | ----------------------- | ----------------------- | ----- | ----- |
|                                    | Nazionale                          | 301 321                 | 45,56                   | n.d.                    | 35    | n.d.  |
|                                    | Popolare                           | 151 391                 | 22,89                   | n.d.                    | 8     | n.d.  |
|                                    | Socialista massimalista            | 56 877                  | 8,60                    | n.d.                    | 3     | n.d.  |
|                                    | Socialista unitario                | 47 528                  | 7,19                    | n.d.                    | 2     | n.d.  |
|                                    | Slavi e tedeschi                   | 32 644                  | 4,94                    | n.d.                    | 2     | n.d.  |
|                                    | Comunista                          | 32 383                  | 4,90                    | n.d.                    | 2     | n.d.  |
|                                    | Repubblicano                       | 30 363                  | 4,59                    | n.d.                    | 1     | n.d.  |
|                                    | Opposizione costituzionale         | 8 830                   | 1,34                    | n.d.                    | 0     | n.d.  |
|                                    |                                    |                         |                         |                         |       |       |
| Iscritti                           | Iscritti                           | 1 109 602               | 100,00                  |                         |       |       |
| ↳ Votanti (% su iscritti)          | ↳ Votanti (% su iscritti)          | 716 537                 | 64,58                   | n.d.                    |       |       |
| ↳ Voti validi (% su votanti)       | ↳ Voti validi (% su votanti)       | 661 337                 | 92,30                   |                         |       |       |
| ↳ Schede non valide (% su votanti) | ↳ Schede non valide (% su votanti) | 55 200                  | 7,70                    |                         |       |       |
| ↳ Astenuti (% su iscritti)         | ↳ Astenuti (% su iscritti)         | 393 065                 | 35,42                   |                         |       |       |

|  | Giberto Arrivabene Valenti Gonzaga |  | Alberto Giovannini      |  | Alcide De Gasperi |
|  | Talete Barbieri                    |  | Giovanni Giuriati       |  | Umberto Merlin    |
|  | Emilio Bodrero                     |  | Luigi Grancelli         |  | Luigi Capra       |
|  | Carlo Barduzzi                     |  | Italo Lunelli           |  | Luigi Carbonari   |
|  | Giuseppe Alberto Bassi             |  | Iginio Maria Magrini    |  | Tito Galla        |
|  | Giuseppe Belluzzo                  |  | Luciano Marzotto        |  | Ugo Guarienti     |
|  | Piero Bolzon                       |  | Luigi Messedaglia       |  | Giovanni Uberti   |
|  | Bruno Bresciani                    |  | Giacomo Miari de Cumani |  | Paolo Conca       |
|  | Gino Caccianiga                    |  | Giovanni Milani         |  | Angelo Galeno     |
|  | Augusto Calore                     |  | Giuseppe Olivi          |  | Dante Gallani     |
|  | Tullio Cariolato                   |  | Ottorino Piccinato      |  | Giacomo Matteotti |
|  | Ugo Casalicchio                    |  | Ettore Bernardo Rosboch |  | Mario Todeschini  |
|  | Vincenzo Casalini                  |  | Amedeo Sandrini         |  | Karl Tinzl        |
|  | Ignazio Chiarelli                  |  | Livio Tovini            |  | Paolo Sternbach   |
|  | Francesco Ciarlantini              |  | Valerio Valery          |  | Igino Borin       |
|  | Alberto De Stefani                 |  | Michelangelo Zimolo     |  | Antonio Gramsci   |
|  | Aldo Finzi                         |  | Spartaco Zugni Tauro    |  | Guido Bergamo     |
|  | Prospero Gianferrari               |  | Alessandro Brenci       |  |                   |

Nota: Dopo l'omicidio del deputato Matteotti (eletto anche nella circoscrizione Lazio e Umbria), risultò eletto il deputato Elia Musatti (primo dei non eletti nella stessa lista).

### Dati per provincia
| Provincia                           | Nazionale | Popolare | Socialista massimalista | Socialista unitario | Slavi e tedeschi | Comunista | Repubblicano | Opposizione costituzionale |
| Provincia                           | %         | %        | %                       | %                   | %                | %         | %            | %                          |
| ----------------------------------- | --------- | -------- | ----------------------- | ------------------- | ---------------- | --------- | ------------ | -------------------------- |
| Venezia                             | 45        | 17       | 13                      | 11                  | <1               | 8         | 2            | 4                          |
| Belluno                             | 46        | 23       | 5                       | 9                   | <1               | 13        | 3            | 1                          |
| Padova                              | 52        | 22       | 11                      | 5                   | <1               | 5         | 1            | 1                          |
| Rovigo                              | 84        | 4        | 5                       | 4                   | <1               | 1         | 1            | <1                         |
| Trento                              | 21        | 24       | 7                       | 5                   | 31               | 4         | 7            | 1                          |
| Treviso                             | 37        | 31       | 4                       | 6                   | <1               | 2         | 18           | 1                          |
| Verona                              | 50        | 21       | 12                      | 11                  | <1               | 4         | 1            | 1                          |
| Vicenza                             | 42        | 35       | 7                       | 7                   | <1               | 5         | 2            | 1                          |
| Circoscrizione                      | 45        | 23       | 9                       | 7                   | 5                | 5         | 5            | 1                          |
|                                     |           |          |                         |                     |                  |           |              |                            |
| Fonti: Il Popolo, Il Nuovo Trentino |           |          |                         |                     |                  |           |              |                            |